# Bolesław Szcześniak
Bolesław Szcześniak (ur. 31 marca 1908 w Polskiej Woli, zm. 16 grudnia 1996) – polski historyk emigracyjny, orientalista, mediewista, badacz dziejów Europy Wschodniej. 

## Życiorys
W latach 1931–1935 studiował orientalistykę na Uniwersytecie Warszawskim, w 1937 wstąpił do służby dyplomatycznej i następnie został zatrudniony jako pracownik kontraktowy w Poselstwie RP w Tokio. W latach 1938–1942 odbył studia podyplomowe z historii Japonii na Uniwersytecie Waseda, od maja 1939 do marca 1942 prowadził także wykłady o języku i kulturze polskiej na Uniwersytecie Rikkyo w Tokio. W związku z przystąpieniem Japonii do II wojny światowej wyjechał w sierpniu 1942 do Wielkiej Brytanii, pracował w referacie Dalekiego Wschodu Ministerstwa Spraw Zagranicznych Rządu RP na Uchodźstwie. W 1948 wyjechał do Kanady. W 1950 obronił na Uniwersytecie w Ottawie pracę doktorską Friar Benedict the Pole of Vratislava his mission to Mongolia and his narrative (1245-1247). W latach 1950–1973 wykładowcą historii w University of Notre Dame w Indianie. Od 1960 był członkiem korespondentem, od 1982 członkiem czynnym Polskiego Towarzystwa Naukowego na Obczyźnie.

## Wybrane publikacje
- Notes on the development of astronomy in the Far East, 1943.
- Slavonic books in the Pei-t'ang Library in Peking, Roma: Institutum Historicum S. I. 1953.
- Benoît le Polonais, dit le Vratislavien, et son rôle dans l'Union de la Ruthénie de Halicz avec Rome en 1246, Roma: Pontificia Universita Gregoriana 1954.
- The Laurentian Bible of Marco Polo, 1955.
- The writings of Michael Boym, Tokyo: Societas Verbi Divini 1955.
- The Mediaeval Knights of St. John of Jerusalem in Poland 1170-1795, Montreal 1956.
- A Russian translation of J. B. du Halde's Description de l'Empire de la Chine, 1958.
- Russian knowledge of Japanese geography during the reign of Peter the Great: a bibliographical note : brief note, 1956.
- The description and map of Kansu by Giovanni Battista Maoletti de Serravalle, 1959.
- "Generation of giants: the story of the Jesuits in China in last decades of the Ming dynasty" by George H. Dunne, 1963.
- "The Jesuits and the Sino-Russian treaty of Nerchinsk 1689: the diary of Thomas Pereira" by Joseph Sebes, 1963.
- The Western world and the Far East : conflicting relationships, 1964.
- "Marco Polo's Asia: an introduction to his "Description of the World" [...] by Leonardo Olschki, 1965.
- Notes and remarks on the newly discovered Tartar relation and the Vinland map, 1966.
- "Old Bruin": commodore Matthew C. Perry" by Samuel Eliot Morison, 1968.
- Diplomatic relations between emperor K'ang Hsi and king John III of Poland, 1969.
- "The Japan expedition 1852-1858 of commodore Matthew Calbraith Perry" by Roger Pineau, 1969.
- The knights Hospitallers in Poland and Lithuania, The Hague - Paris: Mouton 1969.
- The Tartar relation and the Vinland map : their significance and character, 1971.
- Rudomina Andrzej, 1976.